# Rhinocypha unimaculata
Rhinocypha unimaculata – gatunek ważki z rodziny Chlorocyphidae.